# Calapnita
Calapnita là một chi nhện trong họ Pholcidae.

## Các loài
Các loài trong chi này gồm:
- Calapnita phasmoides Deeleman-Reinhold, 1986
- Calapnita phyllicola Deeleman-Reinhold, 1986
- Calapnita subphyllicola Deeleman-Reinhold, 1986
- Calapnita vermiformis Simon, 1892